# Messerschmitt Me 609
Le Messerschmitt Me 609, ou Me 309 Zwilling, était un projet allemand de la Seconde Guerre mondiale qui réunissait deux fuselages du prototype de chasseur Me 309 pour former un chasseur lourd.

## Conception et développement
Le projet a été lancé en réponse à une exigence du ministère de l'Aviation du Reich en 1941 pour un nouveau Zerstörer (« destroyer ») pour remplacer le Bf 110 en un minimum de temps et de pièces neuves. La réponse de Messerschmitt fut le Me 609, qui utiliserait le projet Me 309 abandonné pour former la base du nouveau chasseur.
Le Me 609 aurait raccordé les deux fuselages du Me 309 avec une section d'aile centrale. Seules les deux roues intérieures des trains d'atterrissage principaux du Me 309 joints auraient été utilisées et se rétracteraient dans la section centrale. Cela a abouti à une disposition inhabituelle à quatre roues.
Le pilote se serait assis dans un cockpit situé dans le fuselage bâbord, le tribord étant lissé.
Deux versions étaient prévues : un chasseur lourd avec quatre ou six canons MK 108 de 30 mm, et une variante Schnellbomber (« bombardier rapide ») avec deux canons MK 108 de 30 mm et une charge de bombe de 1 000 kg  porté sous les fuselages.
Cependant, fin décembre 1942, le projet Messerschmitt Me 609 a été annulé et ne dépassera pas le niveau de la planche à dessin.

## Désignation de couverture
Une source affirme que le Me 609 était en fait une désignation de couverture pour les Me 262 prêts pour les tests de la fin de la guerre, et non le Me 309 à double fuselage. Cependant, cette affirmation contredit la plupart des autres sources.